# Phillip Dorsett
Phillip Howard Dorsett (Fort Lauderdale, 5 gennaio 1993) è un giocatore di football americano statunitense che milita nel ruolo di wide receiver per i Las Vegas Raiders della National Football League (NFL). Al college ha giocato per Miami. Fu scelto nel primo giro del Draft NFL 2015 dagli Indianapolis Colts. Nella NFL ha giocato anche con i New England Patriots, i Jacksonville Jaguars, i Seattle Seahawks, gli Houston Texans e i Denver Broncos.

## Carriera universitaria
Dorsett al college giocò a football all'Università di Miami dal 2011 al 2014. Divenne stabilmente titolare degli Hurricanes a partire dalla sua seconda stagione, segnando quattro touchdown. Dopo avere disputato solamente otto gare nel 2013 a causa di un infortunio, nella sua ultima stagione nel college football ricevette 871 yard e 10 touchdown.

## Carriera professionistica

### Indianapolis Colts
Considerato uno dei migliori ricevitori selezionabili nel Draft NFL 2015, il 30 aprile Dorsett fu scelto come 29º assoluto dai Indianapolis Colts. Debuttò come professionista subentrando nella gara del primo turno contro i Buffalo Bills in cui ricevette 2 passaggi per 45 yard. Il primo touchdown lo ricevette due settimane dopo da Andrew Luck contro i Tennessee Titans, in cui i Colts colsero la prima vittoria stagionale. La sua stagione da rookie si concluse con 18 ricezioni per 225 yard in 11 presenze, nessuna delle quali come titolare. Nella successiva scese in campo in 15 partite, 7 come titolare, con 528 yard ricevute e 2 touchdown.

### New England Patriots
Il 2 settembre 2017, Dorsett fu scambiato con i New England Patriots per il quarterback Jacoby Brissett. Alla fine della stagione 2018 vinse il Super Bowl LIII battendo i Los Angeles Rams per 13-3.
Nel primo turno della stagione 2019, Dorsett andò a segno due volte nella vittoria sui Pittsburgh Steelers. La sua annata si chiuse con un nuovo primato personale di 5 touchdown su ricezione.

### Seattle Seahawks
Il 24 marzo 2020 Dorsett firmò con i Seattle Seahawks un contratto di un anno. Dorsett, dopo aver saltato le prime due gare stagionali per un infortunio ad un piede, il. 20 settembre 2020 fu spostato in lista riserve/infortunati, terminando così la sua stagione.

### Jacksonville Jaguars
Il 17 marzo 2021 Dorsett firmò con i Jacksonville Jaguars. Fu svincolato il 27 settembre 2021.

### Seattle Seahawks (2° periodo)
Il 29 settembre 2021 Dorsett firmò per la squadra di allenamento dei Seattle Seahawks. Fu quindi svincolato il 30 novembre 2021.

### Houston Texans
Il 4 dicembre 2021 Dorsett firmò per la squadra di allenamento degli Houston Texans e fu poi promosso nel roster attivo l'11 dicembre 2021. Il 15 dicembre 2021 firmò un'estensione contrattuale per la stagione 2022.

### Las Vegas Raiders
Il 16 marzo 2023 Dorsett firmò per i Las Vegas Raiders. Al termine della fase di preparazione alla nuova stagione, Dorsett non rientrò nel roster attivo dei Raiders e il 29 agosto 2023 fu svincolato.

### Denver Broncos
Il 31 agosto 2023 Dorsett firmò per la squadra di allenamento dei Denver Broncos. Il 9 settembre 2023 fu elevato nel roster attivo per la gara di settimana 1 contro i Las Vegas Raiders. In stagione colleziono due presenze, una come titolare, senza nessuna ricezione.
L'8 gennaio 2024 firmó da riserva/contratto futuro.
Il 10 maggio 2024 fu svincolato per poi essere ricontrattualizzato dai Broncos tre giorni dopo. Il 26 agosto 2024 fu svincolato.

### Atlanta Falcons
Il 22 ottobre 2024 Dorset firmò con la squadra di allenamento degli Atlanta Falcons. Il 6 gennaio 2025 firmò da riserva/contratto futuro. Il 12 maggio 2025 fu svincolato.

### Las Vegas Raiders (2° periodo)
Il 22 luglio 2025 Dorset firmò con i Raiders.

## Palmarès
- Super Bowl : 1

New England Patriots: LIII
- American Football Conference Championship: 2

New England Patriots: 2017, 2018